# امامزاده ابراهیم دستگرد
بقعه امامزاده ابراهیم دستگرد مربوط به دوره صفوی است و در شهرستان کهک، بخش فردو، روستای دستگرد واقع شده و این اثر در تاریخ ۱ مهر ۱۳۸۲ با شمارهٔ ثبت ۱۰۴۴۸ به‌عنوان یکی از آثار ملی ایران به ثبت رسیده است.